# Desa Tamanasri (administrativ by i Indonesien, lat -8,12, long 111,09)
Desa Tamanasri är en administrativ by i Indonesien.   Den ligger i provinsen Jawa Timur, i den västra delen av landet, 500 km öster om huvudstaden Jakarta.